# Phare d'Emden
Le phare d'Emden (en allemand : Leuchtturm Emden Westmole) est un phare actif situé à l'entrée du port de Emden (Frise orientale - Basse-Saxe), en Allemagne. Il est géré par la WSV de Emden .

## Histoire
Le phare d'Emden , mis en service en 1913, a été érigé en bout du brise-lames peu après la construction de la jetée pour mieux contrôler l’entrée du port. Jusqu'à la Seconde Guerre Mondiale le phare était l'emblème de la ville d'Emden, mais il a été démantelé en 1944, car il faisait obstacle à la batterie défense aérienne. Le phare, trop important pour le port, fut reconstruit en 1946 à son emplacement d'origine.
Le phare a été largement réaménagé en 1982, changeant considérablement son apparence au-dessus de sa base octogonale en grès de 3 m de hauteur. Le local entier de la lanterne a été remplacé par un nouveau avec des fenêtres biseautées et il a été peint en rouge vif. La lanterne d'origine est utilisée, depuis la rénovation, en maison de gardien du pont tournant dans le centre-ville d'Emden. Le phare n'est pas accessible car il est situé dans la zone non publique du port.
Il est entièrement automatisé et alimenté par le réseau électrique.

## Description
Le phare d'Emden  est une petite tour octogonale en fonte de 9 m de haut, avec galerie et lanterne à dôme pointue, montée sur une base en grès. La tour est totalement rouge, le soubassement en pierre naturelle. Son feu fixe émet, à une hauteur focale de 10 m, un feu rouge dont la portée est de 4 milles nautiques (environ 7.5 km). Manquant de visibilité, Il est équipé d'une corne de brume émettant par période de 30 secondes les lettres ED.
Identifiant : ARLHS : FED-268 - Amirauté : B1012 - NGA : 10056 .
|                         |
| Le phare (vue aérienne) |

|          |
| Le phare |

### Lien connexe
- Liste des phares en Allemagne